# Joyas de pasar
Las joyas de pasar son un conjunto de joyas reunidas por la reina Victoria Eugenia de España, vinculadas al jefe de la Casa Real española, y lucidas a su vez por las reinas de España.
Fue la condesa de Barcelona la que acuñó la expresión joyas "de pasar", cuando la reina Victoria Eugenia (nacida princesa de Battenberg) le entregó las piezas históricas al morir su esposo, el rey Alfonso XIII.
Dichas joyas se transmiten de soberana a soberana, siguiendo las indicaciones de la reina Victoria Eugenia de España en su testamento.
En primer lugar, cabe recordar que a la muerte de la reina Victoria Eugenia en 1969, estas joyas recayeron como depositario en el conde de Barcelona y fueron utilizadas por su esposa aunque nunca llegaron a reinar. Las alhajas, en el momento de la proclamación de Juan Carlos I como rey de España en 1975, pasaron a ser de su propiedad y de la de su esposa respetando la línea de sucesión. Si bien, la reina Sofía de España, en un acto de prudencia en plena Transición, esperó a que se promulgara la Constitución de 1978 para empezar a lucirlas.

## Testamento de la reina
Un codicilo testamentario sitúa en primer plano las ocho piezas descritas al vincular su propiedad, ya por tres generaciones, al jefe de la Casa.
El testamento de doña Victoria Eugenia comienza así: “Dado en Lausanne, a 29 de junio de 1963. Yo, doña Victoria Eugenia de Battenberg y Windsor, Reina que fui de España por mi matrimonio con el Rey Alfonso XIII, de cuyo enlace subsistieron al presente cuatro hijos, llamados Don Jaime, Don Juan, Doña Beatriz y Doña Cristina, por el presente testamento ológrafo ordeno mi última voluntad según las siguientes cláusulas…”. Cuando se hizo público, se encontraron dos codicilos también ológrafos y escritos en papel con el membrete de “Vieille Fontaine”.
En el primero de ellos se lee:
“Las alhajas que recibí en usufructo del Rey Don Alfonso XIII y de la misma Infanta Isabel, que son:
- Una diadema de brillantes con tres flores de lis
- El collar de chatones más grande
- El collar con treinta y siete perlas grandes
- Un broche de brillantes del cual cuelga una perla en forma de pera llamada “La Peregrina”
- Un par de pendientes con un brillante grueso y brillantes alrededor
- Dos pulseras iguales de brillantes
- Cuatro hilos de perlas grandes
- Un broche con perla grande gris pálido rodeada de brillantes y del cual cuelga una perla en forma de pera.

Desearía, si es posible, se adjudicasen a mi hijo Don Juan, rogando a éste que las transmita a mi nieto Don Juan Carlos.
El resto de mis alhajas, que se repartan entre mis dos hijas”.
Esta fortuna en joyas, se complementa con los regalos hechos por otros miembros de la Familia Real. La reina madre, doña María Cristina, le regalará una diadema de brillantes y perlas, de gusto rococó y un buen collar de gruesas perlas de seis hilos; la infanta doña María Teresa, colgante y pendientes de rubíes y brillantes; la infanta doña Isabel, otro colgante, de zafiros y diamantes; y el príncipe viudo de Asturias, don Carlos, un brazalete de rubíes y brillantes, piezas estas últimas que corrieron suertes distintas.

## Descripción de la colección

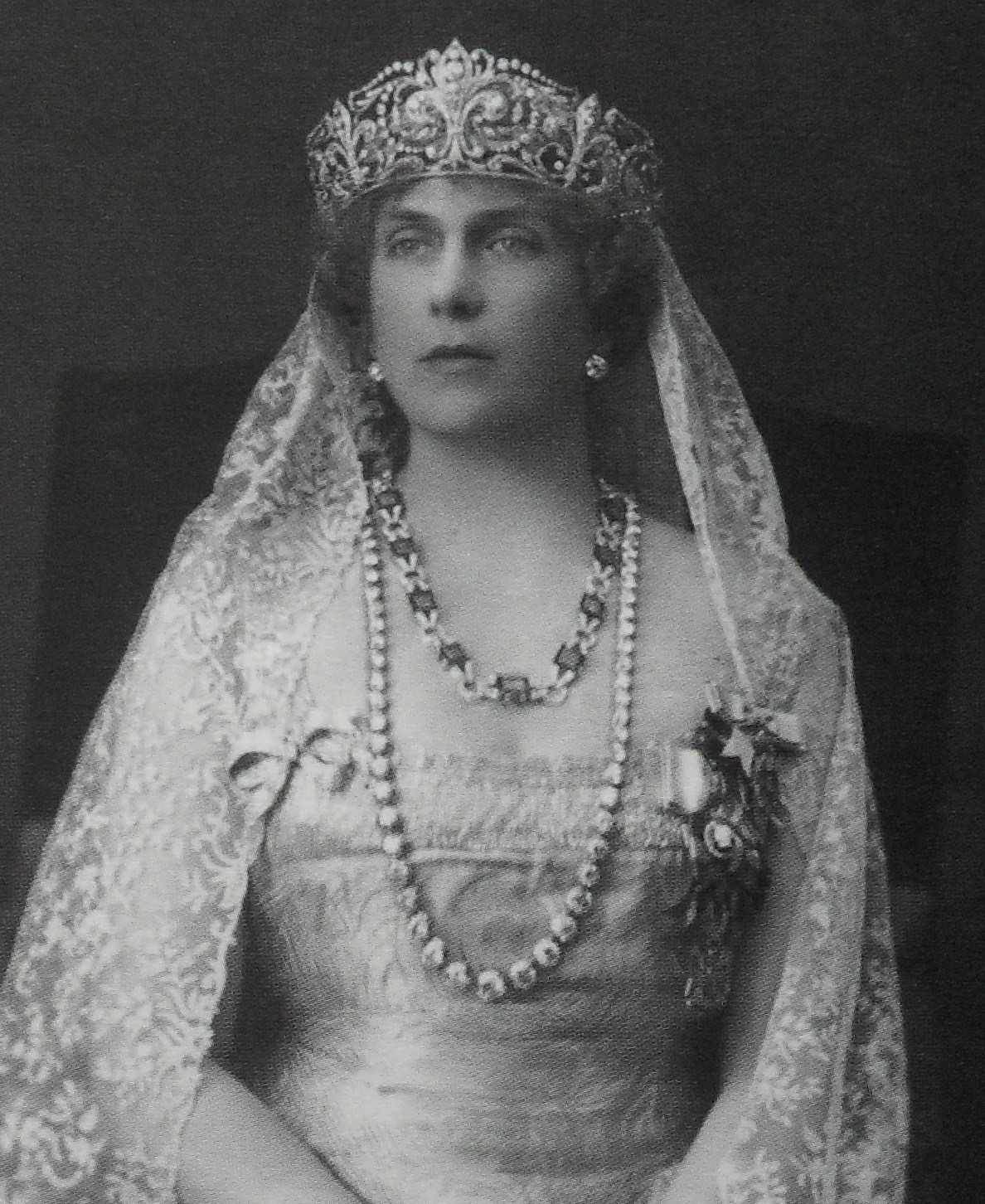
La reina Victoria Eugenia luciendo la diadema de las lises y el collar de chatones

- Diadema de las lises: Es la pieza más representativa del joyero Real. Fue creada en 1906 por la firma española Ansorena en platino y brillantes en forma de cestillo con charnelas que permiten lucirla cerrada o abierta. Un regalo de Alfonso XIII a su prometida, la princesa Victoria Eugenia de Battemberg, quien la luciría el día de su boda, el 31 de mayo de 1906. Fabricada en platino con incontables diamantes engastados sobre mil granos, la diadema de excepcional valor presenta flores de lis, emblema heráldico de los Borbones, unidas por roleos y hojas vegetales de diamantes y ondas decrecientes. Es tan especial que sólo deben llevarla las reinas.[1]

- Diadema de Cartier: Diseñada por Cartier en 1920 para la reina Victoria Eugenia de España, es de inspiración art-decó y estaba orlada con diamantes y siete enormes perlas sobre una base de platino. Seis en cada roleo vegetal abrazada por círculos de diamantes, y la séptima coronando la diadema. La primera transformación de la tiara, sucedió al recibir la reina Victoria Eugenia, como legado de su madrina, la emperatriz Eugenia de Francia, unas esmeraldas, que serían montadas primero por Ansorena y después por Cartier. En dicha transformación se le quitó la perla superior y el resto de las perlas serían sustituidas por esas esmeraldas. Ya en el exilio, la reina terminaría vendiendo las esmeraldas, y la tiara recuperaría de nuevo las perlas, volviendo a su aspecto original, pero sin la perla superior. Al fallecer la reina, la tiara pasaría a manos de su hija, la infanta María Cristina de Borbón y Battenberg. El rey Juan Carlos, llegaría a un acuerdo con su tía, la infanta María Cristina, y le compraría la tiara Cartier.[6]

- El collar de las Perlas Rusas: El rey Alfonso XII regaló a su primera esposa en 1878, la reina Mercedes, este fabuloso collar de 41 perlas purísimas –después aligerado en cuatro- y broche de diamante. La reina lo lució el día de su boda. La pieza que originariamente pesaba 2.105 gramos fue realizada en la Rusia imperial.

- Diadema de la Chata: Creada en el año 1867 por la joyería Mellerio, de París, siendo expuesta ese mismo año en la Exposición Universal que se celebró en la capital francesa. Fue adquirida por Isabel II, como regalo de boda para su hija la infanta María Isabel (conocida como "la Chata", de ahí el nombre de la diadema) con el príncipe Cayetano María de Borbón-Dos Sicilias. Conocida también como la diadema de las conchas por sus motivos marinos, representa el mar a través de las conchas y la espuma de las olas por la sucesión de las perlas pinjantes en forma de pera.

- El Collar de Chatones: También lo lució la reina Victoria Eugenia en su enlace. Al morir dejó al menos dos collares de chatones: el primero, al que se refiere denominándolo "el más grande", lo recibió en usufructo de Alfonso XIII el día de su boda. La pieza pasó a su hijo don Juan y más tarde a su nieto el rey don Juan Carlos. Este collar, realizado por Ansorena se formó a partir de una gargantilla de 30 chatones tallados en forma redonda, engastados a la rusa y montados en platino. El segundo, de menor tamaño -27 diamantes-, correspondió por herencia a don Jaime y fue subastado por la viuda de éste en 1982. La pieza, fue adquirida entonces por alguien cercano a la Familia Real española.

- Unos botones de brillantes, denominación que en la época se daba a los pendientes que no cuelgan, igualmente debidos a los talleres de Ansorena, y que van a juego con el collar de chatones.[2]

- Tiara de la reina María Cristina: La joya perteneció a la reina María Cristina (la segunda esposa del rey Alfonso XII), archiduquesa de Austria, quien la usó por primera vez en 1906. Tras su muerte, hereda la pieza su hijo, el rey Alfonso XIII, quien, a su vez, y con motivo de las nupcias de su hijo, don Juan, con doña María de las Mercedes, futuros condes de Barcelona, se la regala a su nuera en 1935. La diadema tiene forma de lágrima invertida y está coronada por dos filas de catorce perlas.

- La Perla Peregrina: es una perla de tamaño y forma inusual, considerada una de las gemas más valiosas y legendarias de la historia de Europa. Descubierta en aguas del archipiélago de las Perlas en Panamá en el siglo XVI, pasó a manos del rey Felipe II de España, formando parte de las joyas de la Corona de España.

- Broche de perla grande gris, rodeada de brillantes, del que suele pender la Peregrina.

- Dos pulseras exactas de brillantes que provienen de una pequeña corona de Cartier que se deshizo en estas dos piezas por lo incómoda que era.

- Cuatro hilos cortos de perlas grandes que solía ponerse muy a menudo la reina Victoria Eugenia.